# Брауніксвальде
Брауніксвальде (нім. Braunichswalde) — громада в Німеччині, розташована в землі Тюрингія. Входить до складу району Грайц. Складова частина об'єднання громад Вюншендорф/Ельстер.
Площа — 5,18 км2. Населення становить 600 ос. (станом на 31 грудня 2021).

## Галерея

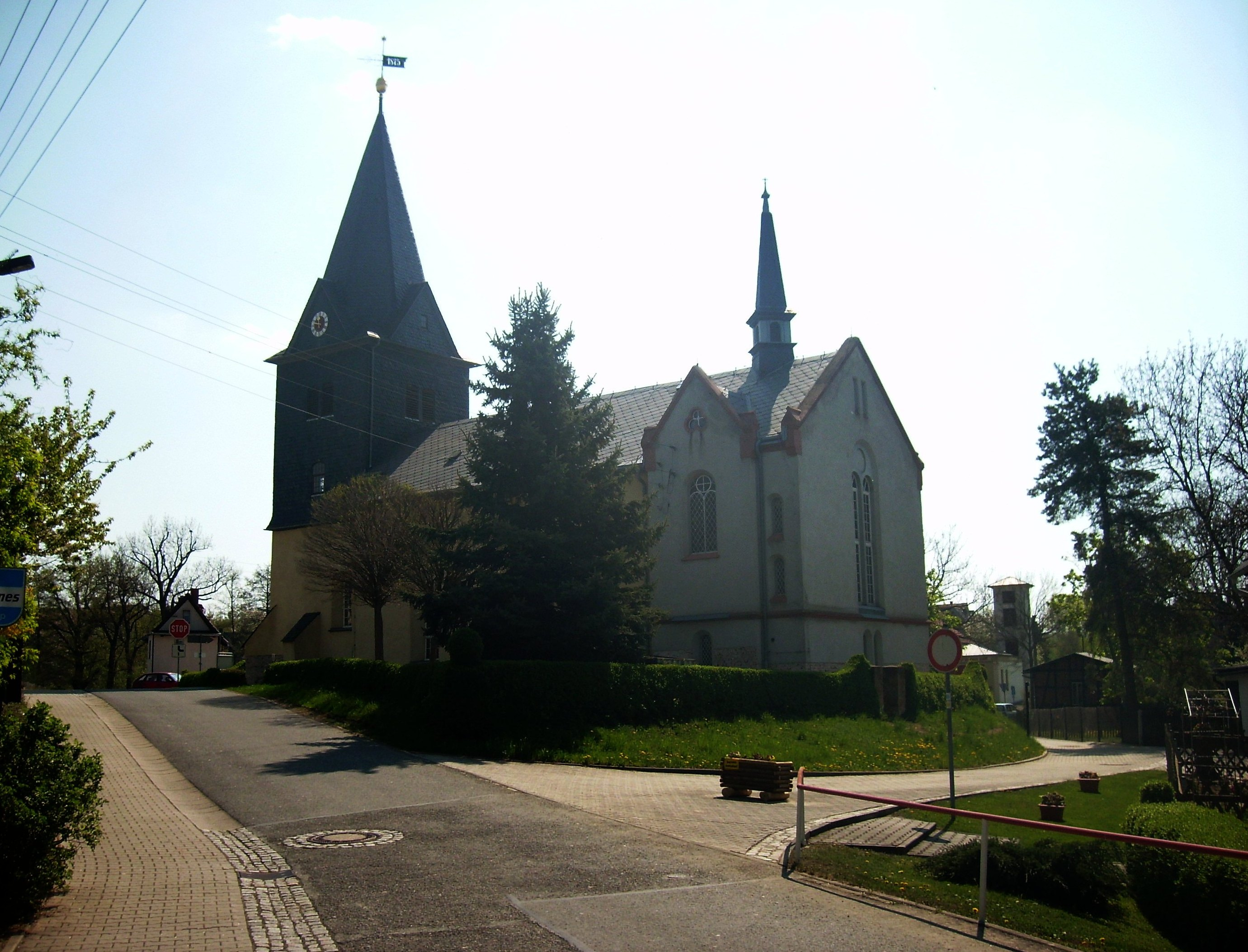
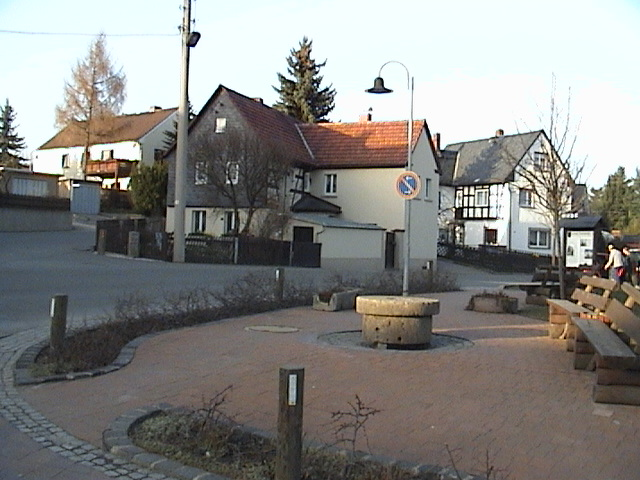